# Gilberto Hernández (piłkarz)
Gilberto Hernández Bultrón (ur. 26 czerwca 1997 w Colón, zm. 3 września 2023 tamże) – panamski piłkarz występujący na pozycji środkowego obrońcy, reprezentant Panamy.
Zginął w wieku 26 lat w ulicznej strzelaninie w mieście Colón.